# Barbed wire match
Barbed wire match é uma modalidade de luta que era mais realizado antigamente, com a moda da Extreme rules. Hoje existem poucas federações de luta que ainda realizam esse tipo de luta, como por exemplo a Combat Zone Wrestling (CZW).
Ela se trata de uma luta que no lugar de cordas normais é usado arame farpado, os participantes ainda podem complementá-lo com cadeiras de arame farpado e ainda mesas com arame farpado.
Uma luta que sempre vem a cabeça quando falado nesse tipo de combate é a luta de Sabu contra Terry Funk na extinta companhia Extreme Championship Wrestling. Sabu venceu porém ambos os lutadores ficaram incrivelmente machucados. Terry Funk disse que esse foi o combate mais violento de sua carreira.Paul Heyman referiu essa luta como "extrema demais para a ECW.

## Tipos
- No Rope Barbed Wire match
- No Rope Explosive Barbwire deathmatch
- No Rope Explosive Barbwire Steel Cage Deathmatch
- No Rope Explosive Barbwire Double Hell Deathmatch
- Barbed Wire Massacre
- Barbed Wire Steel Cage Match
- Six Sides of Steel Barbed Wire Cage match
- Doomsday Chamber of Blood